# 加藤大悟
加藤 大悟（かとう だいご、2000年9月19日 - ）は、日本のアイドル、俳優、タレント、歌手。東海地方を拠点に活動する日本の2人組男性アイドルグループHi☆Fiveのメンバー、D-BOYS SING projectのメンバー。
愛知県出身。ワタナベエンターテインメント所属。

## 略歴
2018年、目指していた消防士試験を受ける二か月前に現在の事務所よりスカウトを受け、MAG!C☆PRINCEの弟分グループとして新たにアイドルグループを結成するTOKAIスクールボーイズのオーディションに応募。応募総数5,075名の応募者の中から、メンバーに選ばれ、TOKAIスクールボーイズとして芸能活動を開始する。
2019年4月からHi☆Fiveのメンバーとして活動。
2020年、『ヒプノシスマイク』で俳優デビューを果たす。2021年は『魔法使いの約束』、2022年にはミュージカル『刀剣乱舞』に出演。
2022年5月からニコニコチャンネルプラスにて加藤大悟公式チャンネル A-ways Studioの配信を開始。略称は「ウェイスタ」、ファンネームは「はこみん」。
2023年、ソロアーティストとして5月15日に1st配信シングル『0%』をリリース。同月27日には映画初出演にして初主演の『タクミくんシリーズ 長い長い物語の始まりの朝。』が公開され、「0%」が主題歌となっている。9月に初の写真集『だいじぇすと、』を発売。

## 人物
- 趣味は釣り[2][11]とカラオケ[12]とゲーム[12]。
- 好きな食べ物は岐阜タンメン[13][14][15][16][11]。
- 初めての舞台は高校の文化祭で『灰かぶり姫』の王子様役。頼まれて渋々引き受けたが、当時は人前で演技することには消極的だった[3]。
- 中学一年生の頃から西島隆弘の大ファンで、毎日曲を聴いている[17][18]。インタビューの際など高い頻度で話題に上り[17][18]、「推しというより神」という様に心酔している[19][20]。2019年の時点ではAAAで好きな曲は「Next Stage」、Nissyの曲は全部好きで、おすすめは「LOVE GUN」と答えている[2]。
- 『ミュージカル 刀剣乱舞 江水散花雪』の刀剣男士キャストと仲が良く、LINEグループを作成して公演が終了した後もやりとりをしている[21]。

## 出演

### 舞台
2020年
- ヒプノシスマイクDivision Rap Battle -Rule the Stage -track.3- （10月2日 - 11日、TOKYO DOME CITY HALL） - 四十物十四（）役

2021年
- 魔法使いの約束 第1章（5月14日 - 30日、天王洲 銀河劇場） - ヒースクリフ 役
- ヒプノシスマイク -Battle of Pride-（8月14日・25日、丸善インテックアリーナ大阪 他） - 四十物十四 役
- 魔法使いの約束 第2章（11月5日 - 22日、天王洲 銀河劇場） - ヒースクリフ 役

2022年
- ミュージカル 刀剣乱舞 江水散花雪（）（1月30日 - 3月13日、アイプラザ豊橋 他） - 山姥切国広 役
- 魔法使いの約束 第3章（4月23日 - 5月22日、天王洲 銀河劇場 他） - ヒースクリフ 役※一部公演中止
- ミュージカル 刀剣乱舞 真剣乱舞祭2022（6月4日・5日、西日本総合展示場新館ABC展示場 / 6月9日・10日、広島グリーンアリーナ） - 山姥切国広 役※会場替わりでの出演
- 漆黒天 -始の語り-（8月5日 - 9月4日、サンシャイン劇場 他）- 真嶌千蛇（） 役 
- 朗読劇 青空（11月6日、博品館劇場）
- ヒプノシスマイク《Bad Ass Temple VS 麻天狼》（12月1日 - 12月18日、品川プリンスホテル ステラボール） - 四十物十四 役
- クリスマス・イブのおはなし（12月28日、新国立劇場 小劇場）

2023年
- 朗読劇 あの空を。（1月28日、俳優座劇場）
- 魔法使いの約束 祝祭シリーズ Part1（2月17日 - 3月5日、天王洲 銀河劇場） - ヒースクリフ 役
- ヒプノシスマイク《Rep LIVE side B.A.T》（5月30日 - 6月10日、Zepp Nagoya 他） - 四十物十四 役
- 魔法使いの約束 祝祭シリーズ Part2（7月8日 - 23日、天王洲 銀河劇場） - ヒースクリフ 役
- 朗読劇 あの空を。（7月26日・30日、I'M A SHOW）
- ヒプノシスマイク -Battle of Pride 2023-（9月3日 - 10日、大阪城ホール 他） - 四十物十四 役
- ミュージカル 刀剣乱舞 ㊇ 乱舞野外祭（すえひろがり らんぶやがいまつり）（9月17日・19日、コニファーフォレスト）日替わり出演 - 山姥切国広 役 
- リーディングシアター アドレナリンの夜（10月7日、東京建物 Brillia HALL）
- 演劇ドラフトグランプリ2023（12月5日、日本武道館）

2024年
- ミュージカル 刀剣乱舞 陸奥一蓮（）（3月10日 - 5月6日、TOKYO DOME CITY HALL 他） - 山姥切国広 役
- 魔法使いの約束 - ヒースクリフ 役
  - エチュードシリーズ Part1（6月1日 - 23日、天王洲 銀河劇場 他）
  - オーケストラ音楽祭～main story～（6月28日 - 30日、TACHIKAWA STAGE GARDEN）

- ミュージカル 刀剣乱舞 和泉守兼定 堀川国広 山姥切国広 参騎出陣 八百八町膝栗毛（8月11日 - 9月1日、SkyシアターMBS 他） - 山姥切国広 役
- 朗読劇 スタートライン（11月4日、ヒューリックホール東京）

2025年
- 朗読劇 青空（1月31日、俳優座劇場）
- ミュージカル 贄姫と獣の王〜the KING of BEASTS〜（3月14日 - 30日、天王洲 銀河劇場 他） - 主演・レオンハート 役
- ミュージカル 刀剣乱舞 目出度歌誉花舞 十周年祝賀祭（7月29日・30日、東京ドーム） - 山姥切国広 役

### 映画
- タクミくんシリーズ「長い長い物語の始まりの朝。」 長い長い物語の始まりの朝。（2023年5月27日、ビデオプラニング） - 主演：崎義一 役（森下紫温とW主演）[53][54]

### テレビドラマ
- 葵くん、また、ジム行くんだ?（2025年2月24日[55] → 2025年9月5日 - 、DMM TV / 9月14日 - 、BSフジ） - 主演・ナツメ 役（高橋健介とW主演）[56]
- タクミくんシリーズ －Drama－（2025年9月22日 - 〈予定〉、BSフジ・FOD） - 主演・崎義一 役（塩﨑太智とW主演）[57][58]

### テレビ番組
- オダイバ！！超次元音楽祭〜Z世代のスター大集合SP〜（2021年8月15日、フジテレビ）[59]
- 趣味どきっ! 刀剣Lovers入門 壱の剣（2022年10月5日、NHK Eテレ）[60]
- ぽかぽか（2024年4月17日 - 、フジテレビ系列） - 水曜レギュラー[61]

### ゲーム
- A3!（2024年、一ノ枝 桃和）[62]

### 配信番組
- 僕たちのシェアハウス2.5号室（2022年3月 - 2023年、GYAO!）[63]
- 加藤大悟公式チャンネル A-ways Studio（2022年5月 - 、ニコニコチャンネル+）[6]

### CM
- THE BODY SHOP コラボレーションキャンペーン
  - ボディバター（2023年）[64]
  - スクラブ（2023年）[65]

## ライブ・イベント

### ライブ
- 1st LIVE『oriGin』（2022年10月、今池ガスホール 他）[66]
- 2nd LIVE『PROLOGUE.B』（2023年5月、DIAMOND HALL 他）[67]

### イベント

#### ファンミーティング
- A-ways vol.1〜加藤大悟ちょっと早い生誕祭〜（2021年9月4日、NAGOYA JAMMIN'）[68]
- A-ways vol.2（2022年5月17日、SPADE BOX）[66]

#### その他のイベント
- ACTORS☆LEAGUE in Basketball
  - 2022（2022年10月11日）[69][70]
  -  2023（2023年10月11日）[71]
  - 2025（2025年10月7日〈予定〉）[72]
- OTOKOMAE フェス（2024年1月16日）[73]
- WE ARE MUSIC vol.1（2024年2月23日 - 25日）[74]
- SING SHOW DOWN 〜年代別ベストヒットカラオケバトル〜（2025年10月13日〈予定〉）[75]

## 書籍

### 写真集
- 加藤大悟1st写真集『だいじぇすと、』（2023年9月29日、主婦と生活社）[76] ISBN 978-4-391-16031-4

## ディスコグラフィ

### 配信シングル
|   | 配信開始日    | タイトル | 規格品番  | 備考 （レーベル）                                                                  |
| - | ------------- | -------- | --------- | ---------------------------------------------------------------------------------- |
| 1 | 2023年5月15日 | 0%       | EMPC-5118 | 映画『タクミくんシリーズ 長い長い物語の始まりの朝。』主題歌 （PRIME CASTレーベル） |

### 参加作品
| 発売日         | 商品名 | 歌 | 楽曲 | 備考                                                                                            |
| -------------- | --- | --- | --- | ----------------------------------------------------------------------------------------------- |
| 2021年5月12日  | 舞台『ヒプノシスマイク-Division Rap Battle- Rule the Stage -track.3-』Blu-ray初回限定版特典CD                                       | 四十物十四（加藤大悟） | 「Crash Your Mic -Rule the Stage Track3-」 ｢B.A.T Strike Back Against｣ ｢零の調査報告書｣ ｢Bat Ass Temple's Attack｣                    | 舞台『ヒプノシスマイク-Division Rap Battle- Rule the Stage -track.3-』関連曲                    |
| 2021年10月15日 | 舞台『魔法使いの約束』第1章 Blu-ray&DVD 初回製造特典CD                                                                              | ヒースクリフ（加藤大悟） | 「魔法と心」 | 舞台『魔法使いの約束 第1章』関連曲                                                              |
| 2021年10月27日 | 何時何分地球が何回まわったら | 綱啓永、加藤大悟 | 「雨は二度上がる」 |                                                                                                 |
| 2022年10月19日 | お前が知ってる | 刀剣男士 formation of 江水散花雪 | 「お前が知ってる」 | ミュージカル『刀剣乱舞』〜江水散花雪〜 関連曲                                                   |
| 2022年10月19日 | お前が知ってる | 山姥切国広（加藤大悟） | 「Tears」 | ミュージカル『刀剣乱舞』〜江水散花雪〜 関連曲                                                   |
| 2022年12月1日  | Bright ＆ Dark | | 「Bright ＆ Dark」 | 舞台『ヒプノシスマイク-Division Rap Battle-』Rule the Stage《Bad Ass Temple VS 麻天狼》主題歌   |
| 2023年3月15日  | ミュージカル『刀剣乱舞』〜江水散花雪〜                                                                                              | 山姥切国広（加藤大悟） | 「大河の水面」 「花の雨 君の名残」 「古池の水面」 「美しき ひとひら」                                                                | 舞ミュージカル『刀剣乱舞』〜江水散花雪〜 関連曲                                                 |
| 2023年3月15日  | ミュージカル『刀剣乱舞』〜江水散花雪〜                                                                                              | 和泉守兼定（有澤樟太郎）・大包平（松島勇之介）・小竜景光（長田光平）・山姥切国広（加藤大悟）・南泉一文字（武本悠佑）・肥前忠広（石川凌雅）・井伊直弼・吉田松陰・ハリス・徳川斉昭・一橋慶喜・水戸藩士たち・人々 | 「不正(タダシカラズ)」 | 舞ミュージカル『刀剣乱舞』〜江水散花雪〜 関連曲                                                 |
| 2023年4月26日  | ヒプノシスマイク-Division Rap Battle- Rule the Stage 《Bad Ass Temple VS 麻天狼》 Blu-ray Disc+《Bad Ass Temple VS 麻天狼》楽曲集CD | 四十物十四（加藤大悟） | ｢Bright & Dark｣ ｢三位一体 Bat Ass Temple｣ ｢襲撃｣ ｢マイ･ヒーロー｣ ｢理由なき戦いの意味｣ ｢殴り合いの先の真実｣ ｢Bright & Dark(End ver.)｣ | 舞台『ヒプノシスマイク-Division Rap Battle- Rule the Stage 《Bad Ass Temple VS 麻天狼》』関連曲 |